# Discografie van Howard Carpendale
Deze discografie is een overzicht van het muzikale werk van de Duits-Zuid-Afrikaanse pophitzanger Howard Carpendale. Volgens de bronnen heeft hij tot nu toe meer dan 25 miljoen platen verkocht. Zijn meest succesvolle publicatie is het nummer één album Meine schönsten Lieder.

## Albums

### Studioalbums
| Jaar | Titel                           | Hitlijstklassering | Hitlijstklassering | Hitlijstklassering | Opmerkingen                                             |
| Jaar | Titel                           | DE                 | AT                 | CH                 | Opmerkingen                                             |
| ---- | ------------------------------- | ------------------ | ------------------ | ------------------ | ------------------------------------------------------- |
| 1969 | Ich geb mir selbst ’ne Party    | —                  | —                  | —                  | Eerste publicatie: 1969                                 |
| 1969 | Howard Carpendale               | —                  | —                  | —                  | Eerste publicatie: 1969                                 |
| 1970 | Nr.1                            | —                  | —                  | —                  | Eerste publicatie: 1970                                 |
| 1972 | Eine Schwäche für die Liebe     | —                  | —                  | —                  | Eerste publicatie: 1972                                 |
| 1974 | Du fängst den Wind niemals ein  | —                  | —                  | —                  | Eerste publicatie: 1974                                 |
| 1975 | … und ich warte auf ein Zeichen | —                  | —                  | —                  | Eerste publicatie: 1975                                 |
| 1976 | Fremde oder Freunde             | —                  | —                  | —                  | Eerste publicatie: 1976                                 |
| 1976 | Howard Carpendale ’77           | —                  | —                  | —                  | Eerste publicatie: 1976                                 |
| 1977 | Jede Farbe ist schön            | —                  | —                  | —                  | Eerste publicatie: 1977                                 |
| 1977 | Nimm den nächsten Zug           | —                  | —                  | —                  | Eerste publicatie: 1977                                 |
| 1978 | … dann geh doch                 | —                  | —                  | —                  | Eerste publicatie: 1978                                 |
| 1978 | Und so gehen wir unsere Wege    | —                  | —                  | —                  | Eerste publicatie: 1978                                 |
| 1979 | Mein Weg zu dir                 | 3 (28 weken)       | 13 (2 maanden)     | —                  | Eerste publicatie: 25 november 1979 Verkoop: + 250.000  |
| 1980 | Eine Stunde für dich            | 3 (22 weken)       | —                  | —                  | Eerste publicatie: 6 oktober 1980 Verkoop: + 250.000    |
| 1981 | Such mich in meinen Liedern     | 4 (19 weken)       | —                  | —                  | Eerste publicatie: 2 november 1981 Verkoop: + 250.000   |
| 1982 | Bilder meines Lebens            | 9 (10 weken)       | —                  | —                  | Eerste publicatie: 4 oktober 1982                       |
| 1984 | Hello Again                     | 3 (25 weken)       | 20 (1 maand)       | 7 (16 weken)       | Eerste publicatie: 13 februari 1984 Verkoop: + 250.000  |
| 1984 | Howard Carpendale ’84           | 8 (13 weken)       | —                  | —                  | Eerste publicatie: 5 november 1984 Verkoop: + 250.000   |
| 1985 | Mittendrin                      | 6 (20 weken)       | —                  | 23 (4 weken)       | Eerste publicatie: 26 augustus 1985 Verkoop: + 250.000  |
| 1987 | Carpendale                      | 2 (21 weken)       | —                  | —                  | Eerste publicatie: 7 september 1987 Verkoop: + 250.000  |
| 1989 | Carpendale ’90                  | 7 (16 weken)       | —                  | —                  | Eerste publicatie: 2 oktober 1989                       |
| 1991 | Ganz nah                        | 8 (25 weken)       | —                  | —                  | Eerste publicatie: 11 februari 1991                     |
| 1992 | Mit viel, viel Herz             | 19 (17 weken)      | 36 (1 week)        | —                  | Eerste publicatie: 4 mei 1992                           |
| 1992 | Welthits zum Träumen            | 46 (9 weken)       | —                  | —                  | Eerste publicatie: 30 november 1992                     |
| 1994 | Ich bin da!                     | 7 (14 weken)       | —                  | —                  | Eerste publicatie: 18 april 1994                        |
| 1995 | Howard Carpendale ’95           | 26 (11 weken)      | —                  | —                  | Eerste publicatie: 3 april 1995                         |
| 1996 | Kein Typ für eine Nacht         | 45 (13 weken)      | —                  | —                  | Eerste publicatie: 4 maart 1996                         |
| 1998 | Lust auf mehr …                 | 13 (7 weken)       | —                  | —                  | Eerste publicatie: 26 oktober 1998                      |
| 2001 | Alles OK                        | 9 (14 weken)       | 55 (3 weken)       | —                  | Eerste publicatie: 5 februari 2001                      |
| 2003 | Der richtige Moment             | 14 (10 weken)      | 36 (5 weken)       | —                  | Eerste publicatie: 13 april 2003                        |
| 2007 | 20 Uhr 10                       | 4 (29 weken)       | 19 (7 weken)       | 46 (4 weken)       | Eerste publicatie: 2 november 2007 Verkoop: + 210.000   |
| 2009 | Stark                           | 2 (16 weken)       | 16 (5 weken)       | 80 (1 week)        | Eerste publicatie: 25 september 2009 Verkoop: + 100.000 |
| 2011 | Das alles bin ich               | 5 (12 weken)       | 12 (4 weken)       | 58 (2 weken)       | Eerste publicatie: 25 februari 2011 Verkoop: + 100.000  |
| 2013 | Viel zu lang gewartet           | 9 (16 weken)       | 12 (5 weken)       | 39 (2 weken)       | Eerste publicatie: 25 oktober 2013                      |
| 2015 | Das ist unsere Zeit             | 2 (14 weken)       | 13 (3 weken)       | 52 (2 weken)       | Eerste publicatie: 6 maart 2015                         |
| 2017 | Wenn nicht wir.                 | 8 (9 weken)        | 20 (4 weken)       | 31 (2 weken)       | Eerste publicatie: 29 september 2017                    |
| 2023 | Let’s Do It Again               | 2 (13 weken)       | 2 (9 weken)        | 8 (8 weken)        | Eerste publicatie: 13 oktober 2023                      |

### Livealbums
| Jaar | Titel                                    | Hitlijstklassering | Hitlijstklassering | Hitlijstklassering | Opmerkingen                      |
| Jaar | Titel                                    | DE                 | AT                 | CH                 | Opmerkingen                      |
| ---- | ---------------------------------------- | ------------------ | ------------------ | ------------------ | -------------------------------- |
| 1982 | Live ’82                                 | 15 (7 weken)       | —                  | —                  | Eerste publicatie: 12 april 1982 |
| 1983 | Live ’83                                 | 10 (6 weken)       | —                  | —                  | Eerste publicatie: 11 april 1983 |
| 2004 | Das Finale – Live                        | 14 (10 weken)      | —                  | —                  | Eerste publicatie: 1 maart 2004  |
| 2008 | 20 Uhr 10 LIVE                           | —                  | 48 (2 weken)       | —                  | Eerste publicatie: 25 juli 2008  |
| 2023 | Die Show meines Lebens – Live in Hamburg | 10 (4 weken)       | 36 (1 weken)       | 65 (1 weken)       | Eerste publicatie: 24 maart 2023 |

Verdere livealbums
- 1980: Live ’80
- 1990: Live in Berlin
- 1997: Live 1996
- 2001: Alles OK – Live in Concert
- 2016: Das ist unsere Zeit – live aus Berlin

### Compilaties
| Jaar | Titel                            | Hitlijstklassering | Hitlijstklassering | Hitlijstklassering | Opmerkingen                                                                                 |
| Jaar | Titel                            | DE                 | AT                 | CH                 | Opmerkingen                                                                                 |
| ---- | -------------------------------- | ------------------ | ------------------ | ------------------ | ------------------------------------------------------------------------------------------- |
| 1981 | Meine schönsten Lieder           | —                  | 1 (3 maanden)      | —                  | Eerste publicatie: 17 april 1981                                                            |
| 1988 | Erfolge                          | 12 (10 weken)      | —                  | —                  | Eerste publicatie: 18 april 1988                                                            |
| 1990 | Piano in der Nacht               | 76 (6 weken)       | —                  | —                  | Eerste publicatie: 31 december 1990                                                         |
| 1997 | Die Mega Fete                    | 36 (9 weken)       | —                  | —                  | Eerste publicatie: 17 maart 1997                                                            |
| 2003 | Danke … Ti amo                   | 29 (22 weken)      | 32 (6 weken)       | —                  | Eerste publicatie: 21 september 2003 Verkoop: + 100.000                                     |
| 2004 | Howard Carpendale singt Welthits | 99 (1 week)        | —                  | —                  | Eerste publicatie: 23 augustus 2004                                                         |
| 2004 | Mein Leben – Die Anthologie      | 83 (2 weken)       | —                  | —                  | Eerste publicatie: 22 november 2004                                                         |
| 2015 | Das Beste von mir                | 16 (6 weken)       | 24 (4 weken)       | 46 (3 weken)       | Eerste publicatie: 8 januari 2016                                                           |
| 2019 | Symphonie meines Lebens          | 9 (35 weken)       | 2 (16 weken)       | 25 (10 weken)      | Eerste publicatie: 25 oktober 2019 Verkoop: + 100.000; met het Royal Philharmonic Orchestra |
| 2020 | Symphonie meines Lebens 2        | 7 (20 weken)       | 6 (11 weken)       | 13 (12 weken)      | Eerste publicatie: 23 oktober 2020 met het Royal Philharmonic Orchestra                     |

Verdere compilaties
- 1970: Howard Carpendale
- 1972: Seine großen Erfolge
- 1976: Star Portrait
- 1979: Die Howard Carpendale Story
- 1983: Meine schönsten Hits
- 1987: Gold Collection – Die wertvolle Auswahl auf CD
- 1990: The English Collection
- 1990: Stationen
- 1991: Here I Go Again
- 1996: Premium Gold Collection
- 1998: Premium Gold Collection II
- 2002: Mit viel Gefühl – Die größten Erfolge
- 2005: The Platinum Collection
- 2005: Essential Howard Carpendale
- 2007: Essential Vol.2 Howard Carpendale
- 2007: Hello How Are You
- 2009: The Best Of
- 2010: Mein Südafrika – Lieder meiner Heimat
- 2010: Glanzlichter
- 2011: Covered By
- 2011: All the Best
- 2011: 2 in 1: Ich bin da! / Howard Carpendale ’95
- 2012: 20 Uhr 10 live / Der richtige Moment
- 2012: Best of 3CD
- 2018: My Star

### Kerstalbums
| Jaar | Titel           | Hitlijstklassering | Hitlijstklassering | Hitlijstklassering | Opmerkingen                                                              |
| Jaar | Titel           | DE                 | AT                 | CH                 | Opmerkingen                                                              |
| ---- | --------------- | ------------------ | ------------------ | ------------------ | ------------------------------------------------------------------------ |
| 2001 | My Christmas    | 80 (3 weken)       | —                  | —                  | Eerste publicatie: 26 november 2001                                      |
| 2021 | Happy Christmas | 3 (5 weken)        | 4 (4 weken)        | 13 (4 weken)       | Eerste publicatie: 26 november 2021 met het Royal Philharmonic Orchestra |

## Singles
| Jaar | Titel Album                                               | Hitlijstklassering | Hitlijstklassering | Hitlijstklassering | Opmerkingen                                     |
| Jaar | Titel Album                                               | DE                 | AT                 | CH                 | Opmerkingen                                     |
| ---- | --------------------------------------------------------- | ------------------ | ------------------ | ------------------ | ----------------------------------------------- |
| 1968 | Ob-La-Di, Ob-La-Da Ich geb mir selbst ’ne Party           | 39 (½ maand)       | —                  | —                  | Eerste publicatie: 15 december 1968             |
| 1969 | Ich geb mir selbst ’ne Party                              | 15 (1½ maand)      | —                  | —                  | Eerste publicatie: 15 mei 1969                  |
| 1969 | Indianapolis Nr.1                                         | 34 (1½ maand)      | —                  | —                  | Eerste publicatie: 1 november 1969              |
| 1970 | Das schöne Mädchen von Seite 1 Nr.1                       | 6 (3 maanden)      | —                  | —                  | Eerste publicatie: 1 juni 1970                  |
| 1970 | Ich hab’ mein Glück gefunden –                            | 27 (3½ maanden)    | —                  | —                  | Eerste publicatie: 1 november 1970              |
| 1971 | Wenn unsere Liebe ewig so bliebe –                        | 49 (1 week)        | —                  | —                  | Eerste publicatie: 19 april 1971                |
| 1971 | Heiß wie Feuer –                                          | 35 (5 weken)       | —                  | —                  | Eerste publicatie: 29 november 1971             |
| 1972 | Ich finde dich viel schöner, wenn du lachst –             | 50 (1 week)        | —                  | —                  | Eerste publicatie: 27 februari 1972             |
| 1974 | … da nahm er seine Gitarre Du fängst den Wind niemals ein | 17 (17 weken)      | —                  | —                  | Eerste publicatie: 25 februari 1974             |
| 1974 | Du fängst den Wind niemals ein                            | 8 (28 weken)       | 13 (2 maanden)     | —                  | Eerste publicatie: augustus 1974                |
| 1975 | Deine Spuren im Sand … und ich warte auf ein Zeichen      | 3 (30 weken)       | 5 (5 maanden)      | 2 (14 weken)       | Eerste publicatie: 24 februari 1975             |
| 1975 | … und ich warte auf ein Zeichen                           | 24 (14 weken)      | —                  | —                  | Eerste publicatie: 22 september 1975            |
| 1976 | Fremde oder Freunde                                       | 20 (13 weken)      | —                  | —                  | Eerste publicatie: 19 april 1976                |
| 1977 | Tür an Tür mit Alice Howard Carpendale ’77                | 8 (16 weken)       | 11 (2 maanden)     | 8 (7 weken)        | Eerste publicatie: 24 januari 1977              |
| 1977 | Nimm den nächsten Zug                                     | 16 (16 weken)      | —                  | —                  | Eerste publicatie: 20 juni 1977                 |
| 1977 | Ti amo Jede Farbe ist schön                               | 2 (27 weken)       | 10 (5 maanden)     | —                  | Eerste publicatie: 31 oktober 1977              |
| 1978 | Auf der langen Reise Und so gehen wir unsere Wege         | 38 (8 weken)       | —                  | —                  | Eerste publicatie: 17 april 1978                |
| 1978 | … dann geh doch                                           | 15 (21 weken)      | 24 (2 maanden)     | 6 (9 weken)        | Eerste publicatie: augustus 1978                |
| 1979 | Sag nicht, es war einmal –                                | 26 (20 weken)      | —                  | —                  | Eerste publicatie: 19 maart 1979                |
| 1979 | Nachts, wenn alles schläft Mein Weg zu dir                | 3 (35 weken)       | 25 (½ maand)       | —                  | Eerste publicatie: augustus 1979                |
| 1980 | Wie frei willst du sein? Eine Stunde für dich             | 6 (21 weken)       | 10 (1 maand)       | 8 (5 weken)        | Eerste publicatie: 7 januari 1980               |
| 1980 | Es geht um mehr Eine Stunde für dich                      | 11 (26 weken)      | 16 (1 maand)       | —                  | Eerste publicatie: 25 augustus 1980             |
| 1981 | Wer von uns Such mich in meinen Liedern                   | 26 (16 weken)      | —                  | —                  | Eerste publicatie: 9 februari 1981              |
| 1981 | Wem Such mich in meinen Liedern                           | 9 (23 weken)       | —                  | —                  | Eerste publicatie: 17 augustus 1981             |
| 1982 | Ich will den Morgen mit dir erleben Bilder meines Lebens  | 38 (10 weken)      | —                  | —                  | Eerste publicatie: 19 april 1982                |
| 1982 | Morgen früh wirst Du geh’n Bilder meines Lebens           | 32 (15 weken)      | —                  | —                  | Eerste publicatie: 6 september 1982             |
| 1984 | Hello Again                                               | 5 (19 weken)       | 10 (1 maand)       | 3 (15 weken)       | Eerste publicatie: 30 januari 1984              |
| 1984 | Es war nichts los heut’ Nacht Howard Carpendale           | 55 (7 weken)       | —                  | —                  | Eerste publicatie: 17 juni 1984                 |
| 1984 | Samstag Nacht Howard Carpendale                           | 26 (16 weken)      | —                  | —                  | Eerste publicatie: september 1984               |
| 1985 | Shine On (der Regen von New York) Mittendrin              | 22 (14 weken)      | —                  | —                  | Eerste publicatie: 20 mei 1985                  |
| 1985 | Wenn es dich irgendwo gibt Mittendrin                     | 33 (10 weken)      | —                  | —                  | Eerste publicatie: 26 augustus 1985             |
| 1986 | Lisa ist da (Key Largo) –                                 | 44 (11 weken)      | —                  | —                  | Eerste publicatie: 26 mei 1986                  |
| 1986 | Sag ihm, dass du gehst –                                  | 43 (12 weken)      | —                  | —                  | Eerste publicatie: 13 oktober 1986              |
| 1987 | Laura Jane Carpendale                                     | 23 (21 weken)      | —                  | —                  | Eerste publicatie: 24 augustus 1987             |
| 1989 | One More Dance in Blue Carpendale ’90                     | 25 (17 weken)      | —                  | —                  | Eerste publicatie: 17 september 1989            |
| 1990 | Sie hatten Blumen in den Haaren (San Francisco) –         | 62 (8 weken)       | —                  | —                  | Eerste publicatie: 22 januari 1990              |
| 1990 | Piano in der Nacht Carpendale ’90                         | 63 (12 weken)      | —                  | —                  | Eerste publicatie: 29 oktober 1990              |
| 1991 | … das nennt man Blues Ganz nah                            | 63 (7 weken)       | —                  | —                  | Eerste publicatie: 25 februari 1991             |
| 1991 | Vielleicht niemals Ganz nah                               | 52 (10 weken)      | —                  | —                  | Eerste publicatie: 15 april 1991                |
| 1991 | Willkommen auf der Titanic Ganz nah                       | 65 (7 weken)       | —                  | —                  | Eerste publicatie: 10 juni 1991                 |
| 1992 | Mit viel, viel Herz                                       | 47 (13 weken)      | —                  | —                  | Eerste publicatie: 6 april 1992                 |
| 1992 | Ohne dich Mit viel, viel Herz                             | 98 (1 weken)       | —                  | —                  | Eerste publicatie: 31 augustus 1992             |
| 1992 | Du bist nicht mehr wie sonst … Welthits Zum Träumen       | 74 (5 weken)       | —                  | —                  | Eerste publicatie: 21 december 1992             |
| 1994 | Hey, versuch’s noch mal mit mir Ich bin da!               | 76 (2 weken)       | —                  | —                  | Eerste publicatie: 28 maart 1994                |
| 1994 | Du bist die Antwort für mich Ich bin da!                  | 94 (2 weken)       | —                  | —                  | Eerste publicatie: 27 juni 1994 met Kim Harding |
| 1998 | Mit Dir verschwend’ ich meine Zeit Lust auf mehr …        | 45 (3 weken)       | —                  | —                  | Eerste publicatie: 14 september 1998            |
| 2007 | Na und 20 Uhr 10                                          | 36 (9 weken)       | —                  | —                  | Eerste publicatie: 28 september 2007            |
| 2008 | Hi 20 Uhr 10                                              | 77 (1 week)        | —                  | —                  | Eerste publicatie: 21 februari 2008             |
| 2008 | Yes We Can Stark                                          | 74 (2 weken)       | —                  | —                  | Eerste publicatie: 19 december 2008             |
| 2009 | Noch immer mittendrin Stark                               | 71 (2 weken)       | —                  | —                  | Eerste publicatie: 11 september 2009            |

Verdere singles
- 1967: Stand by Me
- 1967: Geh doch nicht am Glück vorüber
- 1967: Lebenslänglich (verkoop: + 60.000)
- 1967: Immer nur an eine denken
- 1968: Bunt, so bunt (Your Town)
- 1968: Wir sagen ja zu der Liebe
- 1968: London Lady
- 1970: Warum bist du traurig?
- 1972: Ich hätt’ dich so gern noch einmal bei mir
- 1973: Ich will dich wiederseh’n
- 1973: Wer kennt den Weg (Der Weg nach St. Cruz)
- 1974: When a Child Is Born
- 1976: Noch hast du dein ganzes Leben vor dir
- 1979: I’ve Got to Go on
- 1980: Jetzt bin ich 34 / Dieses Gefühl
- 1985: Lady Cool
- 1988: Nachts, wenn alles schläft ’88
- 1995: It’s Not Over
- 1996: Kein Typ für eine Nacht
- 2011: Das alles bin ich
- 2013: Teilen
- 2014: In diesem Moment
- 2014: Wie viel sind 1 Billion (Howard Carpendale & Friends)
- 2015: Worauf warten wir
- 2015: Es ist alles noch da
- 2015: Nah am Herzen
- 2016: Das ist unsere Zeit
- 2016: Heut beginnt der Rest deines Lebens
- 2020: Wegen dir (Nachts wenn alles schläft) (met Kerstin Ott)
- 2022: Das größte Glück der Welt
- 2023: Du bist das Letzte...

## Videoalbums
| Jaar | Titel                                 | Hitlijstklassering | Hitlijstklassering | Hitlijstklassering | Opmerkingen                                                                    |
| Jaar | Titel                                 | DE                 | AT                 | CH                 | Opmerkingen                                                                    |
| ---- | ------------------------------------- | ------------------ | ------------------ | ------------------ | ------------------------------------------------------------------------------ |
| 2016 | Das ist unsere Zeit – live aus Berlin | *                  | 7 (2 weken)        | —                  | Eerste publicatie: 21 oktober 2016 * zie Das ist unsere Zeit – live aus Berlin |

Verdere videoalbums
- 1997: Live
- 2001: Mein Kapstadt Alles OK
- 2004: Das Finale – Live (verkoop: + 25.000; DE: )
- 2004: Mein Leben – Die Anthologie
- 2005: Musik, das ist mein Leben – Live
- 2005: Matchball 1
- 2005: Matchball 2
- 2005: Matchball 3
- 2005: Matchball 4
- 2005: Matchball 5
- 2005: Live in Berlin
- 2007: Wiedersehen in Kanada
- 2008: Mein Weg zu dir – Die ZDF Live Show von 1980
- 2008: 20 Uhr 10 LIVE
- 2011: Das Alles bin ich
- 2019: Das Konzert - Live in Berlin 1991

## Boxsets
| Jaar | Titel                                         | Hitlijstklassering | Hitlijstklassering | Hitlijstklassering | Opmerkingen                         |
| Jaar | Titel                                         | DE                 | AT                 | CH                 | Opmerkingen                         |
| ---- | --------------------------------------------- | ------------------ | ------------------ | ------------------ | ----------------------------------- |
| 2020 | Das Werk meines Lebens                        | 81 (1 week)        | —                  | —                  | Eerste publicatie: 11 december 2020 |
| 2021 | Die Trilogie (Symfonie 1+2 & Happy Christmas) | 59 (1 week)        | —                  | —                  | Eerste publicatie: 26 november 2021 |

Verdere boxsets
- 2011: 4 Albums

## Statistieken

### Evaluatie
|                        | DE | AT | CH |
| ---------------------- | -- | -- | -- |
| Nummer 1-albums        | —  | 1  | —  |
| Top 10-albums          | 23 | 5  | 2  |
| Alben in de hitlijsten | 40 | 18 | 12 |

|                          | DE | AT | CH |
| ------------------------ | -- | -- | -- |
| Nummer 1-singles         | —  | —  | —  |
| Top 10-singles           | 9  | 4  | 5  |
| Singles in de hitlijsten | 50 | 9  | 5  |

### Onderscheidingen voor muziekverkoop
| Gouden Plaat - Duitsland - 2022: voor deelnemende auteurs Wegen dir (Nachts wenn alles schläft) (Kerstin Ott) - Oostenrijk - 2021: voor deelnemende auteurs Wegen dir (Nachts wenn alles schläft) (Kerstin Ott) |

Opmerking: Toekenningen in landen uit de hitlijsttabellen kunnen hierin worden gevonden.
| Land/regio        | Goud | Platina | Verkoop   | Bronnen           |
| ----------------- | ---- | ------- | --------- | ----------------- |
| Duitsland (BVMI)  | 13   | 1       | 2.575.000 | musikindustrie.de |
| Oostenrijk (IFPI) | 2    | —       | 25.000    | ifpi.at           |
| Totaal            | 15   | 1       |           |                   |